# Nuoto artistico ai campionati mondiali di nuoto 2022
Le competizioni di nuoto artistico ai campionati mondiali di nuoto 2022 si sono svolte dal 17 al 25 giugno 2022 presso lo stadio del nuoto Alfréd Hajós di Budapest, in Ungheria. Sono state disputate un totale di 10 gare: 8 femminili e 2 miste.

## Calendario
| Data           | Ora (UTC+2) | Evento                        |
| -------------- | ----------- | ----------------------------- |
| 17 giugno 2022 | 09:00       | Preliminari singolo tecnico   |
| 17 giugno 2022 | 13:00       | Preliminari duo tecnico       |
| 18 giugno 2022 | 10:00       | Preliminari libero combinato  |
| 18 giugno 2022 | 13:00       | Preliminari duo misto tecnico |
| 18 giugno 2022 | 19:00       | Finale singolo tecnico        |
| 19 giugno 2022 | 10:00       | Preliminari squadre tecnico   |
| 19 giugno 2022 | 16:00       | Finale duo tecnico            |
| 20 giugno 2022 | 09:00       | Preliminari singolo libero    |
| 20 giugno 2022 | 14:00       | Finale duo misto tecnico      |
| 20 giugno 2022 | 16:00       | Finale libero combinato       |
| 21 giugno 2022 | 09:00       | Preliminari duo libero        |
| 21 giugno 2022 | 16:00       | Finale squadre tecnico        |
| 22 giugno 2022 | 10:00       | Preliminari squadre libero    |
| 22 giugno 2022 | 16:00       | Finale singolo libero         |
| 23 giugno 2022 | 10:00       | Preliminari squadre highlight |
| 23 giugno 2022 | 16:00       | Finale duo libero             |
| 24 giugno 2022 | 10:00       | Preliminari duo misto libero  |
| 24 giugno 2022 | 16:00       | Finale squadre libero         |
| 25 giugno 2022 | 13:30       | Finale duo misto libero       |
| 25 giugno 2022 | 15:00       | Finale squadre highlight      |

## Podi
| Evento                                | Oro | Punti   | Argento | Punti   | Bronzo | Punti   |
| ------------------------------------- | --- | ------- | --- | ------- | --- | ------- |
| Singolo                               | |         | |         | |         |
| Programma tecnico (Dettagli)          | Yukiko Inui | 92,8662 | Marta Fjedina | 91,9555 | Evangelia Platanioti | 89,5110 |
| Programma libero (Dettagli)           | Yukiko Inui | 95,3667 | Marta Fjedina | 93,8000 | Evangelia Platanioti | 91,7667 |
| Duo                                   | |         | |         | |         |
| Programma tecnico (Dettagli)          | Cina Wang Liuyi Wang Qianyi | 93,7536 | Ucraina Maryna Aleksiïva Vladyslava Aleksiïva | 91,8617 | Austria Anna-Maria Alexandri Eirini-Marina Alexandri | 91,2622 |
| Programma libero (Dettagli)           | Cina Wang Liuyi Wang Qianyi | 95,5667 | Ucraina Maryna Aleksiïva Vladyslava Aleksiïva | 94,1667 | Austria Anna-Maria Alexandri Eirini-Marina Alexandri | 92,8000 |
| Duo misto                             | |         | |         | |         |
| Programma tecnico (Dettagli)          | Italia Lucrezia Ruggiero Giorgio Minisini | 89,2685 | Giappone Tomoka Sato Yotaro Sato | 86,5939 | Cina Zhang Yiyao Shi Haoyu | 86,4425 |
| Programma libero (Dettagli)           | Italia Lucrezia Ruggiero Giorgio Minisini | 90,9667 | Giappone Tomoka Sato Yotaro Sato | 89,7333 | Cina Zhang Yiyao Shi Haoyu | 88,4000 |
| Squadre                               | |         | |         | |         |
| Programma tecnico (Dettagli)          | Cina Chang Hao Feng Yu Wang Ciyue Wang Liuyi Wang Qianyi Xiang Binxuan Xiao Yanning Zhang Yayi | 94,7202 | Giappone Moka Fujii Moe Higa Moeka Kijima Tomoka Sato Akane Yanagisawa Mashiro Yasunaga Megumu Yoshida Rie Yoshida                                             | 92,2261 | Italia Domiziana Cavanna Linda Cerruti Costanza Di Camillo Costanza Ferro Gemma Galli Marta Iacoacci Marta Murru Enrica Piccoli                                | 91,0191 |
| Programma libero (Dettagli)           | Cina Chang Hao Feng Yu Wang Ciyue Wang Liuyi Wang Qianyi Xiang Binxuan Xiao Yanning Zhang Yayi | 96,7000 | Ucraina Maryna Aleksiïva Vladyslava Aleksiïva Olesia Derevianchenko Marta Fjedina Veronika Hryško Sofiia Matsiievska Anhelina Ovchynnikova Valeriya Tyshchenko | 95,0000 | Giappone Moka Fujii Moe Higa Moeka Kijima Tomoka Sato Hikari Suzuki Akane Yanagisawa Mashiro Yasunaga Megumu Yoshida                                           | 93,1333 |
| Programma libero combinato (Dettagli) | Ucraina Maryna Aleksiïva Vladyslava Aleksiïva Olesia Derevianchenko Marta Fjedina Veronika Hryško Sofiia Matsiievska Daria Moshynska Anhelina Ovchynnikova Anastasiia Shmonina Valeriya Tyshchenko | 95,0333 | Giappone Moka Fujii Moe Higa Asaka Hosokawa Yuka Kawase Moeka Kijima Hikari Suzuki Akane Yanagisawa Mashiro Yasunaga Megumi Yoshida Rie Yoshida                | 93,5667 | Italia Domiziana Cavanna Linda Cerruti Costanza Di Camillo Costanza Ferro Gemma Galli Marta Iacoacci Marta Murru Enrica Piccoli Federica Sala Francesca Zunino | 92,0333 |
| Highlight (Dettagli)                  | Ucraina Maryna Aleksiïva Vladyslava Aleksiïva Olesia Derevianchenko Marta Fjedina Veronika Hryško Sofiia Matsiievska Daria Moshynska Anhelina Ovchynnikova Anastasiia Shmonina Valeriya Tyshchenko | 95,0333 | Italia Domiziana Cavanna Linda Cerruti Costanza Di Camillo Costanza Ferro Gemma Galli Marta Iacoacci Marta Murru Enrica Piccoli Federica Sala Francesca Zunino | 92,2667 | Spagna Cristina Arámbula Abril Conesa Berta Ferreras Emma García Mireia Hernández Meritxell Mas Alisa Ozhogina Paula Ramírez Iris Tió Blanca Toledano          | 91,9333 |

## Medagliere
| Pos.   | Paese    | Oro | Argento | Bronzo | Totale |
| ------ | -------- | --- | ------- | ------ | ------ |
| 1      | Cina     | 4   | 0       | 2      | 6      |
| 2      | Ucraina  | 2   | 5       | 0      | 7      |
| 3      | Giappone | 2   | 4       | 1      | 7      |
| 4      | Italia   | 2   | 1       | 2      | 5      |
| 5      | Grecia   | 0   | 0       | 2      | 2      |
| 5      | Austria  | 0   | 0       | 2      | 2      |
| 7      | Spagna   | 0   | 0       | 1      | 1      |
| Totale | Totale   | 10  | 10      | 10     | 30     |